# Wilson (Leicestershire)
Wilson – osada w Anglii, w hrabstwie Leicestershire. Leży 27 km na północny zachód od miasta Leicester i 170 km na północny zachód od Londynu.